# Liste der Fließgewässer im Flusssystem Zahme Rodach
Die Liste der Fließgewässer im Flusssystem Zahme Rodach umfasst alle direkten und indirekten Zuflüsse der Zahmen Rodach, soweit sie namentlich auf der Topographischen Karte 1:10000 Bayern Nord (DK 10), im Kartenwerk des Stadtplandienstes der Euro-Cities AG oder im Kartenservicesystem des Bayerischen Landesamts für Umwelt (LfU) aufgeführt werden. Namenlose Zuläufe und Abzweigungen werden nicht berücksichtigt. Wenn sich der Gewässername nach dem Zusammenfluss zweier Gewässerabschnitte ändert, werden die beiden Zuflüsse als Quellzuflüsse separat angeführt, ansonsten erscheint der Teilbereichsname in Klammern. Die Längenangaben werden auf eine Nachkommastelle gerundet. Die Fließgewässer werden jeweils flussabwärts aufgeführt. Die orografische Richtungsangabe bezieht sich auf das direkt übergeordnete Gewässer.

## Zahme Rodach
Die Zahme Rodach ist der rechte Quellfluss der Rodach.

## Zuflüsse
Direkte und indirekte Zuflüsse der Zahmen Rodach
- Pfaffenbach (rechter Quellbach[1]), 2,2 km
- Grunzebach (linker Quellbach[2]), 1,8 km
- Orlabach (links), 1,6 km
- Bach von der Spindlers Ebene (rechts), 1,1 km
- Fränkische Muschwitz (links), 7,1 km
  - Lachengrundbach (links), 0,5 km
  - Aschengrundbach (links), 0,4 km
  - Tiegelsbach (rechts), 1,8 km
- Titschengrundbach (rechts), 3,4 km
- Schindgrundbach[3] (rechts), 1,5 km
- Heinersgrundbächle[4] (links)
- Ölsnitz (links), 9,3 km, 26,30 km²
  - Dorfbach (rechts), 1,5 km
  - Langenbach (rechts), 3,2 km
    - Seibesbach[5] (rechts), 1,5 km

  - Markgraben (links), 1,1 km
- Steinbach (links), 0,4 km
- Goldbach (links), 1,7 km
- Dörrnbach (links), 2,2 km
- Langenaubach (links), 6,4 km, 13,6 km²
  - Rainersgrundbach (rechts), 2,8 km
  - Finsterbach (links), 1,4 km
  - Stebenbach (rechts), 1,7 km
- Kaugelbach (links), 2,1 km
- Nurner Ködel (rechts), 5,3 km (mit Nordhalbener Ködel 14,6 km), 39,90 km²
  - Nordhalbener Ködel (linker Oberlauf), 5,0 km (mit Großen Rosenbaumbach 9,3 km)
    - Großer Rosenbaumbach (rechter Quellbach) 2,4 km (mit Wolfsgrubenbach 4,3 km)
      - Kleiner Rosenbaumbach (rechter Quellbach), 1,0 km
      - Wolfsgrubenbach (linker Quellbach), 1,9 km

    - Grumbacher Bach (linker Quellbach),4,4 km
      - (Bach aus dem) Fuchsgrund (links), 1,9 km
      - Seligenstädter Wasser (links), 1,9 km
      - Hüttenbrunnen (rechts), 1,1 km

  - Tschirner Ködel (rechter Oberlauf), 8,8 km
  - Frauenbächlein (rechts), 0,8 km
- Weißbach (links), 1,5 km
- Nurmbach[6] (rechts), 2,3 km
- Große Leitsch (rechts), 8,0 km, 15,61 km²
  - Helbelesbach (links), 0,7 km
  - Kleine Leitsch (rechts), 3,5 km
    - Rössenbach (rechts), 1,1 km
    - Heiligengraben (rechts), 1,4 km

  - Steingraben (rechts), 1,7 km
    - Motzengraben (rechts), 0,6 km

  - Küblabach (rechts), 1,0 km

## Flusssystem Rodach
siehe Liste der Fließgewässer im Flusssystem Rodach